# ニトロフラン

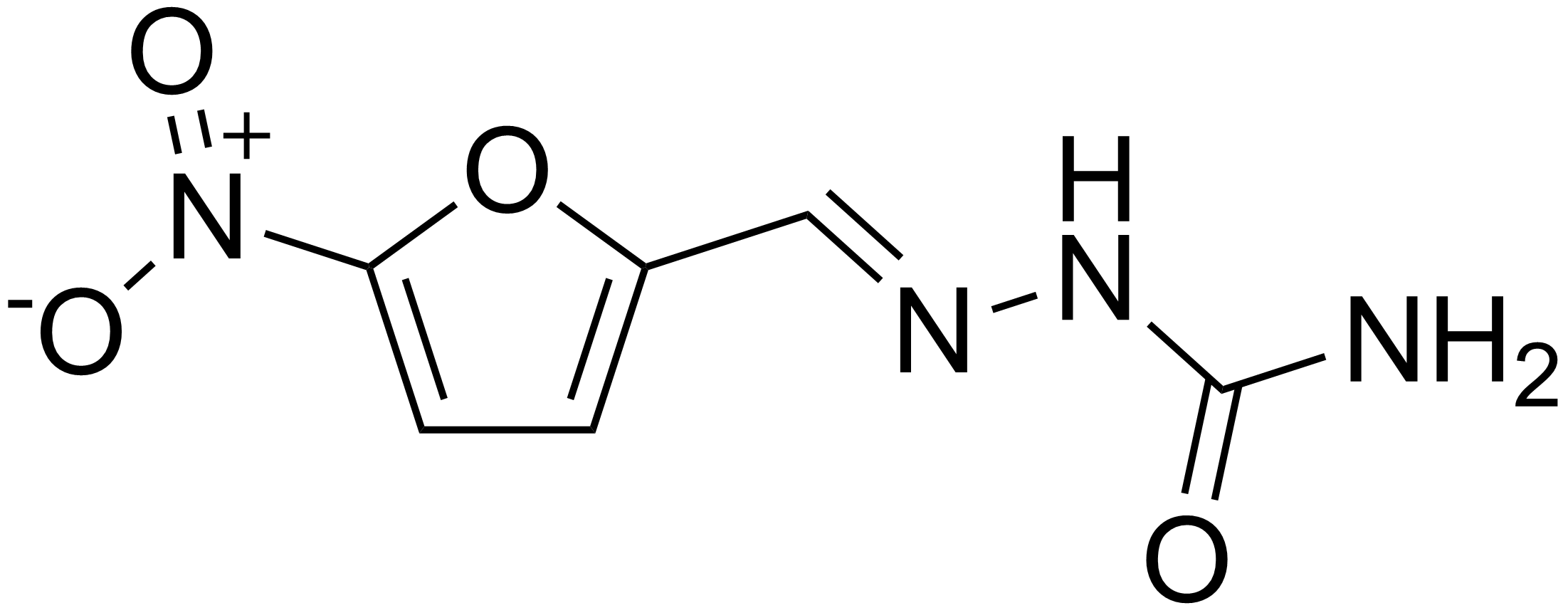
ニトロフラール

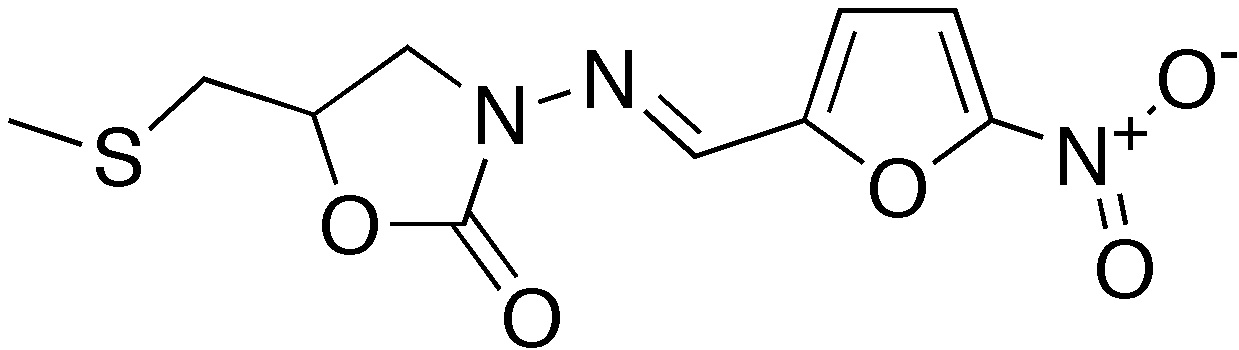
ニフラテル

ニトロフラン（英: Nitrofurans）は、フラン環にニトロ基が結合した有機化合物の総称。抗生物質や抗菌剤として利用される。

## 主なニトロフラン類
主なニトロフラン類には、下記のようなものがあげられる。
- フラゾリドン - 抗菌剤。代謝生成物は3-アミノ-2-オキサゾリドン（AOZ）およびセミカルバジド
- フリルフラマイド - 食品用保存料、通称「AF2」。1974年以降日本では使用禁止（ただし現在では生体への毒性は否定されている）。
- ニトロフラントイン (Nitrofurantoin)  - 抗菌剤。代謝生成物は1-アミノヒダントイン（AHD）
- ニトロフラゾン - 抗菌剤。ニトロフラール (Nitrofural) とも呼ばれる。代謝生成物はAOZおよびセミカルバジド
- ニフラテル (Nifuratel)  - 婦人科用抗感染症薬。
- ニフラキナゾール (Nifurquinazol)  - 抗菌剤。
- ニフルトイノール (Nifurtoinol)  - 抗菌剤。
- ニフロキサジド (Nifuroxazide)  - 抗生物質。
- ニフルチモックス (Nifurtimox)  - 抗寄生虫薬。
- ニフルジド (Nifurzide)  - 抗感染症薬。
- フラルタドン(Furaltadone) - 動物用医薬品。代謝生成物は3-アミノ-5-モルフォリノメチル-2-オキサゾリドン（AMOZ）

## 規制
ニトロフラゾン、ニトロフラントイン、フラゾリドン及びフラルタドンは動物用医薬品として細菌性感染症の治療に用いられるが、食用動物へは日本および欧州連合では上記4種類、アメリカ合衆国ではニトロフラゾンとフラゾリドンの使用が禁止されている。日本の法令では、『食品において「不検出」とされる農薬等の成分である物質』に指定され、一日摂取許容量は定められていない。分析には、代謝生成物であるAOZ、AHD、AMOZおよびセミカルバジドを対象とするが、セミカルバジドは食品容器の添加剤に由来するケースもある。2007年度の調査では、中国・台湾産ウナギ、ベトナム・インドネシア産エビ、インド・ベルギー産加工卵からの検出例がある。